# Хронологія поширення COVID-19 (листопад 2022)
Стаття описує поширення коронавірусу тяжкого гострого респіраторного синдрому-2, що спричинив спалах коронавірусної хвороби 2019, у листопаді 2022 року. Уперше хвороба була зареєстрована в місті Ухань у КНР у грудні 2019 року.

## Хронологія пандемії

### 1 листопада
- Малайзія повідомила про 2913 нових випадків хвороби, загальна кількість випадків зросла до 4905877. Зареєстровано 2599 одужань, загальна кількість одужань зросла до 4837652. Повідомлено про 3 нових смерті, кількість померлих зросла до 36478.[1]
- Сінгапур повідомив про 5652 нових випадки хвороби, загальна кількість випадків зросла до 2108024.[2]

### 2 листопада
Щотижневий звіт ВООЗ:
- Малайзія повідомила про 3969 нових випадків хвороби, загальна кількість випадків зросла до 4909846. Зареєстровано 2696 одужань, загальна кількість одужань зросла до 4840348. Зареєстровано 2 смерті, кількість померлих зросла до 36480.[4]
- Сінгапур повідомив про 4086 нових випадків хвороби, внаслідок чого загальна кількість випадків досягла 2112110. Повідомлено про 2 нові смерті, внаслідок чого кількість померлих зросла до 1682.[2]

### 3 листопада
- Малайзія повідомила про 4711 нових випадків хвороби, внаслідок чого загальна кількість випадків досягла 4914557. Зареєстровано 3120 одужань, загальна кількість одужань зросла до 4843468. Кількість померлих залишилася на рівні 36480.[5]
- Сінгапур повідомив про 3511 нових випадків хвороби, внаслідок чого загальна кількість випадків досягла 2115621. Повідомлено про одну нову смерть, внаслідок чого кількість померлих зросла до 1683.[6]

### 4 листопада
- Малайзія повідомила про 4360 нових випадків хвороби, загальна кількість випадків зросла до 4918917. Зареєстровано 3429 одужань, загальна кількість одужань зросла до 4846897. Повідомлено про одну смерть, кількість померлих зросла до 36481.[7]
- Сінгапур повідомив про 3128 нових випадків хвороби, внаслідок чого загальна кількість випадків досягла 2118749. Повідомлено про 2 нові смерті, внаслідок чого кількість померлих зросла до 1685 осіб.[6]

### 5 листопада
- Малайзія повідомила про 4621 новий випадок хвороби, загальна кількість випадків зросла до 4923538. Зареєстровано 3577 одужань, загальна кількість одужань зросла до 4850474. Повідомлено про одну смерть, кількість померлих зросла до 36482 осіб.[8]
- Сінгапур повідомив про 2686 нових випадків хвороби, внаслідок чого загальна кількість випадків досягла 2121435. Повідомлено про одну нову смерть, внаслідок чого кількість померлих зросла до 1686.[6]
- В Антарктиді виявлено 73 нових випадки хвороби на станції Мак-Мердо.[9][10]
- У бразильському місті Ріо-де-Жанейро зафіксовано перший локальний випадок субваріанту Омікрон BQ.1.[11]

### 6 листопада
- Малайзія повідомила про 3913 нових випадків хвороби, загальна кількість випадків зросла до 4927451. Зареєстровано 3774 одужання, загальна кількість одужань зросла до 4854248. Повідомлено про 5 смертей, кількість померлих зросла до 36487.[12]
- У Сінгапурі повідомили про 1893 нові випадки хвороби, загальна кількість випадків зросла до 2123328. Повідомлено про одну нову смерть, внаслідок чого кількість померлих зросла до 1687.[6]

### 7 листопада
- Малайзія повідомила про 2521 новий випадок хвороби, загальна кількість випадків зросла до 4929972. Зареєстровано 4695 одужань, загальна кількість одужань зросла до 4858943. Зареєстровано 8 смертей, кількість померлих зросла до 36495 осіб.[13]
- Нова Зеландія повідомила про 20802 нових випадків хвороби за минулий тиждень, загальна кількість випадків зросла до 1872459. Зареєстровано 20466 одужань, загальна кількість одужань зросла до 1849572. Зареєстровано 13 смертей, кількість померлих зросла до 2119.[14]
- Сінгапур повідомив про 1676 нових випадків хвороби, загальна кількість випадків зросла до 2125004. Повідомлено про 3 нових смерті, кількість померлих зросла до 1690.[6]
- Комісар США з питань харчових продуктів і ліків Роберт Коліфф отримав позитивний результат тестування на COVID-19.[15]

### 8 листопада
- У Франції кількість випадків хвороби перевищила 37 мільйонів.[16]
- В Антарктиді зареєстровано перші 20 нових випадків, виявлених на станції Дюмон-Дюрвіль.[17]
- Малайзія повідомила про 3781 новий випадок хвороби, загальна кількість випадків зросла до 4933753. Зареєстровано 2979 одужань, загальна кількість одужань зросла до 4861792. Зареєстровано 9 смертей, кількість померлих зросла до 36504.[18]
- Сінгапур повідомив про 3568 нових випадків хвороби, внаслідок чого загальна кількість випадків досягла 2128572. Повідомлено про одну нову смерть, кількість померлих зросла до 1691.[6]

### 9 листопада
Щотижневий звіт ВООЗ:
- Малайзія повідомила про 3267 нових випадків хвороби, загальна кількість випадків зросла до 4937020. Зареєстровано 4026 одужань, загальна кількість одужань зросла до 4865677. Зареєстровано 10 смертей, кількість померлих зросла до 36514 осіб.[20]
- Сінгапур повідомив про 2982 нові випадки хвороби, загальна кількість випадків зросла до 2131554. Повідомлено про 2 нові смерті, внаслідок чого кількість померлих зросла до 1693 осіб.[6]

### 10 листопада
- Німеччина перевищила поріг у 36 мільйонів випадків хвороби.[21]
- У Малайзії повідомили про 3436 нових випадків хвороби, внаслідок чого загальна кількість випадків досягла 4940456. Зареєстровано 4292 одужання, загальна кількість одужань зросла до 4869969. Зареєстровано 8 смертей, кількість померлих зросла до 36522.[22]
- Сінгапур повідомив про 2765 нових випадків хвороби, внаслідок чого загальна кількість випадків досягла 2134319.[23]
- Південна Корея повідомила про 55365 нових випадків хвороби, перевищивши поріг у 26 мільйонів ипадків хвороби, загальна кількість випадків зросла до 26037020.[24]

### 11 листопада
- Японія повідомила про 74093 нових випадки хвороби за добу, перевищивши поріг у 23 мільйони випадків хвороби, загальна кількість випадків зросла до 23030330.[25]
- Малайзія повідомила про 3245 нових випадків хвороби, внаслідок чого загальна кількість випадків досягла 4943701. Зареєстровано 4208 одужань, загальна кількість одужань зросла до 4874177. Зареєстровано 15 смертей, кількість померлих зросла до 36537.[26]
- Сінгапур повідомив про 2339 нових випадків хвороби, внаслідок чого загальна кількість випадків досягла 2136658.[23]
- У Туреччині кількість випадків перевищила 17 мільйонів.

### 12 листопада
- Малайзія повідомила про 2882 нові випадки хвороби, загальна кількість випадків зросла до 4946583. Зареєстровано 4730 одужань, загальна кількість одужань зросла до 4878828. Зареєстровано 9 смертей, кількість померлих зросла до 36546.[27]
- Сінгапур повідомив про 1940 нових випадків хвороби, внаслідок чого загальна кількість випадків досягла 2138598. Повідомлено про одну нову смерть, внаслідок чого кількість померлих зросла до 1694.[23]
- Тайвань повідомив про 19224 нові випадки хвороби, що перевищило 8 мільйонів випадків загалом, загальна кількість випадків зросла до 8015698. Повідомлено про 60 нових смертей, кількість померлих зросла до 13501.[28]
- 800 осіб на борту круїзного судна Ruby Princess отримали позитивний результат тестування на COVID-19, коли судно прибуло до Сіднея з Нової Зеландії.[29]

### 13 листопада
- Малайзія повідомила про 2234 нових випадки хвороби, загальна кількість випадків зросла до 4948817. Зареєстровано 3836 одужань, загальна кількість одужань зросла до 4882664. Зареєстровано 2 смерті, кількість померлих зросла до 36548.[30]
- Сінгапур повідомив про 1501 новий випадок хвороби, загальна кількість зросла до 2140099. Повідомлено про одну нову смерть, кількість померлих зросла до 1695.[23]

### 14 листопада
- Малайзія повідомила про 1749 нових випадків хвороби, загальна кількість випадків зросла до 4950566. Зареєстровано 2564 одужання, загальна кількість одужань зросла до 4885228. Зареєстровано 6 смертей, кількість померлих зросла до 36554.[31]
- У Новій Зеландії повідомили про 21595 нових випадків хвороби, загальна кількість випадків досягла 1894029. Зареєстровано 20749 одужань, загальна кількість одужань зросла до 1870321. Зареєстровано 35 смертей, кількість померлих зросла до 2154.[32]
- Сінгапур повідомив про 1312 нових випадків хвороби, внаслідок чого загальна кількість випадків досягла 2141411. Повідомлено про 2 нові смерті, внаслідок чого кількість померлих зросла до 1697.[23]
- Південнокорейська співачка Тхейон з групи «Girls' Generation» отримала позитивний тест на COVID-19.[33]

### 15 листопада
- Малайзія повідомила про 2852 нові випадки хвороби, загальна кількість випадків зросла до 4953418. Зареєстровано 3710 одужань, загальна кількість одужань зросла до 4888938. Зареєстровано 12 смертей, кількість померлих зросла до 36566 осіб.[34]
- Сінгапур повідомив про 3111 нових випадків хвороби, внаслідок чого загальна кількість випадків досягла 2144522.[23]
- Прем'єр-міністр Камбоджі Хун Сен отримав позитивний результат тесту на COVID-19 після проведення саміту G20.[35]

### 16 листопада
Щотижневий звіт ВООЗ:
- Гонконг перевищив поріг у 2 мільйони випадків COVID-19.
- Малайзія повідомила про 3304 нові випадки хвороби, загальна кількість випадків зросла до 4956722. Зареєстровано 3045 одужань, загальна кількість одужань зросла до 4891983. Зареєстровано 8 смертей, кількість померлих зросла до 36574.[37]
- У Сінгапурі повідомили про 2184 нові випадки хвороби, загальна кількість випадків зросла до 2146706. Повідомлено про одну нову смерть, кількість померлих зросла до 1698.[23]
- Очікувалось, що за короткий час Сполучені Штати Америки перевищать показник у 100 мільйонів випадків хвороби, що зробить їх першою країною, яка подолала цей похмурий рубіж.
- На той час Центри з контролю та профілактики захворювань у США відстежували новий субваріант SARS-CoV-2 Омікрон під назвою BN.1, який імовірно міг стати варіантом, що викликає занепокоєння.[38]

### 17 листопада
- У Малайзії повідомили про 3457 нових випадків хвороби, внаслідок чого загальна кількість випадків досягла 4960179. Зареєстровано 3736 одужань, загальна кількість одужань зросла до 4895719. Зареєстровано 9 смертей, кількість померлих зросла до 36583.[39]
- Сінгапур повідомив про 2088 нових випадків хвороби, внаслідок чого загальна кількість випадків досягла 2148794. Повідомлено про одну нову смерть, внаслідок чого кількість померлих зросла до 1699.[40]

### 18 листопада
- У Бразилії кількість випадків COVID-19 перевищила 35 мільйонів.[41]
- Малайзія повідомила про 3037 нових випадків хвороби, загальна кількість випадками зросла до 4963216. Зареєстровано 3198 одужань, загальна кількість одужань зросла до 4898917. Зареєстровано 5 смертей, кількість померлих зросла до 36588.[42]
- Сінгапур повідомив про 1908 нових випадків хвороби, загальна кількість випадків зросла до 2150702.[40]
- Спеціальний представник президента США з кліматичних питань Джон Керрі отримав позитивний результат на COVID-19 під час кліматичних переговорів COP27.[43]

### 19 листопада
- В Італії кількість випадків COVID-19 перевищила 24 мільйони.[44]
- Малайзія повідомила про 2450 нових випадків хвороби, внаслідок чого загальна кількість випадків досягла 4965666. Зареєстровано 3 тисячі одужань, загальна кількість одужань зросла до 4901917. Зареєстровано 5 смертей, кількість померлих зросла до 36593.[45]
- Сінгапур повідомив про 1666 нових випадків хвороби, внаслідок чого загальна кількість випадків досягла 2152368.[40]
- Губернатор штату Орегон Кейт Браун отримала позитивний тест на COVID-19.[46]

### 20 листопада
- У Малайзії повідомили про 1633 нових випадки хвороби, загальна кількість випадків зросла до 4967299. Зареєстровано 1989 одужань, загальна кількість одужань зросла до 4903906. Зареєстровано 2 смерті, кількість померлих зросла до 36595.[47]
- Сінгапур повідомив про 1167 нових випадків хвороби, внаслідок чого загальна кількість випадків досягла 2153535. Повідомлено про одну нову смерть, кількість померлих зросла до 1700.[40]

### 21 листопада
- Малайзія повідомила про 2121 новий випадок хвороби, загальна кількість випадків зросла до 4969420. Зареєстровано 1764 одужання, загальна кількість одужань зросла до 4905670. Зареєстровано 14 смертей, кількість померлих зросла до 36609.[48]
- Нова Зеландія повідомила про 24068 нових випадків хвороби за минулий тиждень, загальна кількість випадків зросла до 1918070. Зареєстровано 21532 одужання, загальна кількість одужань зросла до 1891853. Зареєстровано 28 смертей, кількість померлих зросла до 2132.[49]
- Сінгапур повідомив про 1098 нових випадків хвороби, внаслідок чого загальна кількість випадків досягла 2154633.[40]
- Виконавчий директор Гонконгу Джон Лі Качхіу отримав позитивний результат тестування на COVID-19 після участі в саміті АТЕС разом із Сі Цзіньпіном.[50]

### 22 листопада
- Малайзія повідомила про 2516 нових випадків хвороби, внаслідок чого загальна кількість випадків досягла 4971936. Зареєстровано 2643 одужання, загальна кількість одужань зросла до 4908313. Зареєстровано 11 смертей, кількість померлих зросла до 36620.[51]
- Сінгапур повідомив про 2388 нових випадків хвороби, внаслідок чого загальна кількість випадків досягла 2157021. Повідомлено про одну нову смерть, внаслідок чого кількість померлих зросла до 1701.[40]
- Англійська актриса Кім Марш отримала позитивний результат тесту на COVID-19, і пропустила своє шоу на вихідних «Strictly Come Dancing».[52][53]

### 23 листопада
Щотижневий звіт ВООЗ:
- Японія повідомила про 133361 новий випадок хвороби за добу, перевищивши показник у 24 мільйони випадків хвороби, загальна кількість випадків зросла до 24068806.[55]
- Малайзія повідомила про 3537 нових випадків хвороби, загальна кількість випадків зросла до 4975473. Зареєстровано 3319 одужань, загальна кількість одужань зросла до 4911632. Зареєстровано 8 смертей, кількість померлих зросла до 36628.[56]
- Сінгапур повідомив про 1688 нових випадків хвороби, внаслідок чого загальна кількість випадків досягла 2158709.[40]
- Губернатор штату Нью-Мексико Мішель Лухан Ґрішем удруге отримала позитивний результат тесту на COVID-19.[57]

### 24 листопада
- Малайзія повідомила про 2877 нових випадків хвороби, внаслідок чого загальна кількість випадків досягла 4978350. Зареєстровано 3226 одужань, загальна кількість одужань зросла до 4914858. Зареєстровано 8 смертей, кількість померлих зросла до 36636.[58]
- Сінгапур повідомив про 1615 нових випадків хвороби, внаслідок чого загальна кількість випадків досягла 2160324.[59]

### 25 листопада
- Малайзія повідомила про 3024 нові випадки хвороби, загальна кількість випадків зросла до 4981374. Зареєстровано 2969 одужань, загальна кількість одужань зросла до 4917827. Зареєстровано 8 смертей, кількість померлих зросла до 36644.[60]
- Сінгапур повідомив про 1349 нових випадків хвороби, внаслідок чого загальна кількість випадків досягла 2161673. Повідомлено про одну нову смерть, кількість померлих зросла до 1702.[59]
- У Великій Британії кількість випадків хвороби перевищила 24 мільйони.[61]

### 26 листопада
- Китай повідомив про 34398 нових випадків хвороби
- Малайзія повідомила про 2898 нових випадків хвороби, внаслідок чого загальна кількість випадків досягла 4984272. Зареєстровано 2789 одужань, загальна кількість одужань зросла до 4920616. Зареєстровано 4 смерті, кількість померлих зросла до 36648 осіб.[62]
- Сінгапур повідомив про 1290 нових випадків хвороби, внаслідок чого загальна кількість випадків досягла 2162963.[59]

### 27 листопада
- У Малайзії повідомили про 2022 нові випадки хвороби, загальна кількість випадків зросла до 4986294. Зареєстровано 1819 одужань, загальна кількість одужань зросла до 4922435. Зареєстровано 4 смерті, кількість померлих зросла до 36652.[63]
- Сінгапур повідомив про 909 нових випадків хвороби, внаслідок чого загальна кількість випадків досягла 2163872.[59]

### 28 листопада
- Малайзія повідомила про 2465 нових випадків хвороби, внаслідок чого загальна кількість випадків досягла 4988759. Зареєстровано 2029 одужань, загальна кількість одужань зросла до 4924464. Зареєстровано 5 смертей, кількість померлих зросла до 36657.[64]
- Нова Зеландія повідомила про 27076 нових випадків хвороби за минулий тиждень, загальна кількість випадків зросла до 1945117. Зареєстровано 24018 одужань, загальна кількість одужань зросла до 1915871. Зареєстровано 30 смертей, кількість померлих зросла до 2212.[65]
- Сінгапур повідомив про 817 нових випадків хвороби, загальна кількість випадків досягла 2164689.[59]

### 29 листопада
- У Малайзії повідомили про 1672 нових випадки хвороби, загальна кількість випадків досягла 4990431. Зареєстровано 2722 одужання, загальна кількість одужань зросла до 4927186. Зареєстровано 10 смертей, кількість померлих зросла до 36667.[66]
- Сінгапур повідомив про 1838 нових випадків хвороби, внаслідок чого загальна кількість випадків досягла 2166527. Повідомлено про одну нову смерть, внаслідок чого кількість померлих зросла до 1703.[59]
- Південна Корея повідомила про 71476 нових хвороби, перевищивши 27 мільйонів випадків загалом, загальна кількість випадків зросла до 27031319.[67]

### 30 листопада
Щотижневий звіт ВООЗ:
- Малайзія повідомила про 1737 нових випадків хвороби, внаслідок чого загальна кількість випадків досягла 4992168. Зареєстровано 3338 одужань, загальна кількість одужань зросла до 4930524. Зареєстровано 17 смертей, загальна кількість смертей зросла до 36684.[69]
- У Панамі кількість випадків COVID-19 перевищила 1 мільйон.[70]
- Сінгапур повідомив про 1370 нових випадків хвороби, внаслідок чого загальна кількість випадків досягла 2167897.[59]

## Резюме
Країни та території, які підтвердили перші випадки захворювання протягом грудня 2022 року:
| Дата             | Країна або територія                                      |
| ---------------- | --------------------------------------------------------- |
| 5 листопада 2022 | Територія Росса • Земля Мері Берд                         |
| 8 листопада 2022 | Земля Аделі • Французькі Південні і Антарктичні Території |

Станом на кінець грудня лише такі країни та території не повідомляли про випадки зараження SARS-CoV-2:
Азія
- Туркменістан

Океанія
- Токелау

Антарктика
- Британська Антарктична Територія
- Острів Петра I

Заморські території
- Острів Буве
- Острови Герд і Макдональд
- Острови Принс-Едуард
- Південна Джорджія та Південні Сандвічеві Острови